# روجر كريستيان (لاعب هوكي الجليد)
روجر كريستيان (بالإنجليزية: Roger Christian)‏ هو لاعب هوكي الجليد أمريكي، ولد في 1 ديسمبر 1935 في وورود في الولايات المتحدة، وتوفي في 9 نوفمبر 2011 في غراند فوركس في الولايات المتحدة.

## وصلات خارجية
- روجر كريستيان على موقع EliteProspects.com (الإنجليزية)
- روجر كريستيان على موقع HockeyDB.com (الإنجليزية)
- روجر كريستيان على موقع اللجنة الأولمبية الدولية (الإنجليزية)
- روجر كريستيان على موقع أوليمبيديا (الإنجليزية)